# Villy-le-Moutier
Villy-le-Moutier è un comune francese di 351 abitanti situato nel dipartimento della Côte-d'Or nella regione della Borgogna-Franca Contea.

## Società

### Evoluzione demografica
Abitanti censiti